# フランチェスカ・ダラッペ
フランチェスカ・ダラッペ（イタリア語: Francesca Dallapé, 1986年6月24日 - ）は、イタリア・トレント出身の女子飛込競技選手。

## 経歴
2008年に中国の北京で開催された北京オリンピックでは、ノエミ・バトキとともに3mシンクロ板飛込に出場して6位となった。
2012年にイギリスのロンドンで開催されたロンドンオリンピックでは、個人の3m板飛込に出場して15位となり、タニア・カニョットとともに3mシンクロ板飛込に出場して4位となった。
2016年にブラジルのリオデジャネイロで開催されたリオデジャネイロオリンピックでは、タニア・カニョットとともに3mシンクロ板飛込に出場して銀メダルを獲得した。

## オリンピック競技結果
| 年   | 大会                         | 開催地           | 順位     | 種目             | 備考  |
| ---- | ---------------------------- | ---------------- | -------- | ---------------- | ----- |
| 2008 | 北京オリンピック             | 北京             | 6位      | 3mシンクロ板飛込 | [ 2 ] |
| 2012 | ロンドンオリンピック         | ロンドン         | 15位     | 3m板飛込み       | [ 2 ] |
| 2012 | ロンドンオリンピック         | ロンドン         | 4位      | 3mシンクロ板飛込 | [ 2 ] |
| 2016 | リオデジャネイロオリンピック | リオデジャネイロ | 銀メダル | 3mシンクロ板飛込 | [ 1 ] |